# Naftalan
Naftalan è una città dell'Azerbaigian. Essa è una città autonoma che costituisce distretto a sé ed è circondata dal distretto di Goranboy.